# 1485 Isa
1485 Isa eller 1938 OB är en asteroid i huvudbältet, som upptäcktes 28 juli 1938 av den tyske astronomen Karl Wilhelm Reinmuth i Heidelberg. Den har fått sitt namn efter det italienska kvinnonamnet Marisa.
Asteroiden har en diameter på ungefär 17 kilometer och den tillhör asteroidgruppen Eos.